# فيفيان فرينش
فيفيان فرينش (بالإنجليزية: Vivian French)‏ هي كاتِبة بريطانية، ولدت في 1945 في بيدفوردشير في المملكة المتحدة.

## وصلات خارجية
- الموقع الرسمي